# Cherbezatina viossati
Cherbezatina viossati är en skalbaggsart som beskrevs av Marc Lacroix 1993. Cherbezatina viossati ingår i släktet Cherbezatina och familjen Melolonthidae. Inga underarter finns listade i Catalogue of Life.